# Norrbom Vinding
Norrbom Vinding er en dansk advokatvirksomhed, der specialiserer sig i arbejds- og ansættelsesret. 
Virksomheden blev etableret i 1998 af en gruppe medarbejdere fra arbejdsretsafdelingen i Bech-Bruun & Trolle, anført af Mariann Norrbom og Jørgen Vinding. Norrbom Vinding beskæftiger i dag 49 ansatte, hvoraf 23 er jurister. 
I den europæiske ranking over advokatvirksomheder, Chambers Europe, blev Norrbom Vinding i 2007 placeret i toppen inden for arbejdsret..